# Eusthenia nothofagi
Eusthenia nothofagi је инсект из реда Plecoptera и фамилије Eustheniidae.

## Угроженост
Подаци о распрострањености ове врсте су недовољни.

## Распрострањење
Ареал врсте је ограничен на једну државу. 
Аустралија је једино познато природно станиште врсте.

## Станиште
Станиште врсте су слатководна подручја.